# Церковь Святых Петра и Павла (Георгиевск)
Церковь Святых Петра и Павла (арм. Գեորգիևսկի Սուրբ Պողոս-Պետրոս եկեղեցի) — утраченный храм Армянской апостольской церкви в городе Георгиевске, Россия. Церковь входила в юрисдикцию Астраханской епархиальной консистории ААЦ.

## История
Церковь была построена в 1793 году.
По рассказам жителей города, в конце 30-х годов XX века церковь была разделена перегородкой на  две половины. На левой половине служил армянский священник, на правой - православный.  Потом церковь закрыли, и там был завод по выпуску каких-то оптических приборов. Во время немецкой оккупации здание армянской церкви сгорело.